# Мельников, Дмитрий Васильевич
Дми́трий Васи́льевич Ме́льников (рус. дореф. Дмитрій Васильевичъ Мельниковъ; 1806 — ок. 1861, Миякуши, Ардатовский уезд, Нижегородская губерния) — русский военный деятель, двоюродный брат писателя Павла Ивановича Мельникова-Печерского.

## Биография
Родился в 1806 году в семье Василия Ивановича Мельникова — брата Ивана Ивановича Мельникова, отца писателя Павла Ивановича Мельникова-Печерского. В 1828 году поступил на военную службу в качестве унтер-офицера 29-го егерского полка. В том же 1828 году получил звание юнкера. С 1833 года подпрапорщик, затем прапорщик Рязанского пехотного полка. С 1834 года подпоручик, с 1838 года поручик Тульского пехотного полка. С 1839 года в составе Кавказского корпуса; в 1839—1840 и 1843—1844 годах принимал участие в Кавказской войне. В 1845 году вышел в отставку, после чего проживал в семейном имении Миякуши в Ардатовском уезде Нижегородской губернии, где скоропостижно скончался около 1861 года.

## Награды
- Орден Святого Станислава 3-й степени (1840)[1].